# Герб Білицького
Герб Білицького — офіційний символ міста Білицьке Донецької області. Затверджений 5 листопада 2008 р. рішенням сесії міської ради № V/25-8.міської ради.

## Опис
Щит розділений чорним і золотом, символічно вказуючи, що половину життя шахтарі Білицького проводять під землею, в надії іншу половину провести в добробуті й достатку (золото), яке показано на гербі висхідним сонцем і зеленою гілкою. В основі композиції герба легко вгадується спіраль - символ поступального розвитку, адже як відомо, еволюція відбувається по спіралі. Іншими словами, в герб закладений символ розвитку міста, динаміка якого ґрунтується на багатих покладах вугілля, яке можна видобувати не менше 100 років. Видобуток вугілля показаний у вигляді зубців на одному з витків спіралі, що символізує шнек. 
Сонце, що сходить - символ надії, що затверджує, що місто зуміє пережити важкі часи, що ще з'явиться нова поросль, яка дасть новий приплив сил для розвитку Білицького. 
Цікавою особливістю герба є двояке значення зеленої гілочки. Вона вінчає найширший виток спіралі, а значить символізує майбутній розвиток міста, яке пов'язане з молодим поколінням. Водночас п'ять листочків на гілочці символізують ті перші п'ять сімей-переселенців з Росії, які на початку ХХ століття заснували тут перше поселення. Так в гербі возз'єдналися минуле, сьогодення і майбутнє міста Білицьке. 
Символізм герба є винятковим, адже він відображає не тільки історію міста та його сьогодення, але і як би програмує розвиток Білицького з позитивною стверджувальній динамікою. Виходить як у тому крилатому виразі - «як ви яхту назвете, так вона і попливе». Герб міста - це саме той символ, який повинен надихати містян на працю і звершення заради майбутнього процвітання.

## Альтернативний герб
Зважаючи на те, що офіційний герб Білицького має систему прикрас з російської (часів імперії) геральдичної системи, в рамках проєкту "Донеччина в Гербах" було створено герб міста в українській геральдичній системі.
Герб складено на іспанському щиті, обрамлено декоративним картушем та увічнчано срібною мурованою короною. Знизу срібна дивізна стрічка із назвою гербоносія.